# NGC 5572
NGC 5572 is een spiraalvormig sterrenstelsel in het sterrenbeeld Ossenhoeder. Het hemelobject werd op 13 mei 1883 ontdekt door de Franse astronoom Édouard Jean-Marie Stephan.

## Synoniemen
- UGC 9173
- IRAS 14174+3622
- MCG 6-31-99
- MK 677
- ZWG 191.79
- KUG 1417+363
- ZWG 192.2
- PGC 51195
- PGC 51196